# Globar
Un Globar s'utilitza com a font de llum tèrmica per a l'espectroscòpia infraroja . El material preferit per fer Globar és el carbur de silici que té forma de varetes o arcs de diferents mides. Quan s'insereix en un circuit que li proporciona corrent elèctric, emet radiació de ~ 2 a 50 micròmetres de longitud d'ona mitjançant el fenomen d'escalfament Joule . Els globus s'utilitzen com a fonts d'infrarojos per a l'espectroscòpia perquè el seu comportament espectral correspon aproximadament al d'un radiador Planck (és a dir, un cos negre ). Les fonts infrarojes alternatives són les làmpades Nernst, les bobines d'aliatge de crom-níquel o les làmpades de mercuri d'alta pressió .
El terme tècnic Globar és una paraula "portmanteau" anglesa que consta de resplendor i barra . El terme glowbar s'utilitza de vegades com a sinònim en anglès (que és una grafia incorrecta en sentit estricte).
L' American Resistor Company de Milwaukee, Wisconsin, tenia la paraula i les lletres de Globar registrades com a marca registrada (en un tipus de lletra especial decorativa) a l' Oficina de Patents i Marques dels Estats Units el 30 de juny de 1925 (número de registre 0200201) i el 18 d'octubre de 1927 (número de registre 023414). Aquest registre s'havia renovat per tercera vegada l'any 1987 (per diverses empreses al llarg de 60 anys).